# Triptyque du martyre de saint Hippolyte
Le Triptyque du martyre de saint Hippolyte est un polyptyque peint principalement dans les années 1470 et représentant l'écartèlement du martyr romain Hippolyte, saint patron du commanditaire représenté sur le volet gauche, Hippolyte de Berthoz. Attribué à Dirk Bouts et Hugo van der Goes, il est conservé au musée du trésor de la cathédrale Saint-Sauveur de Bruges.

## Description
Le polyptyque est peint à l'huile et à la détrempe sur des panneaux de chêne.

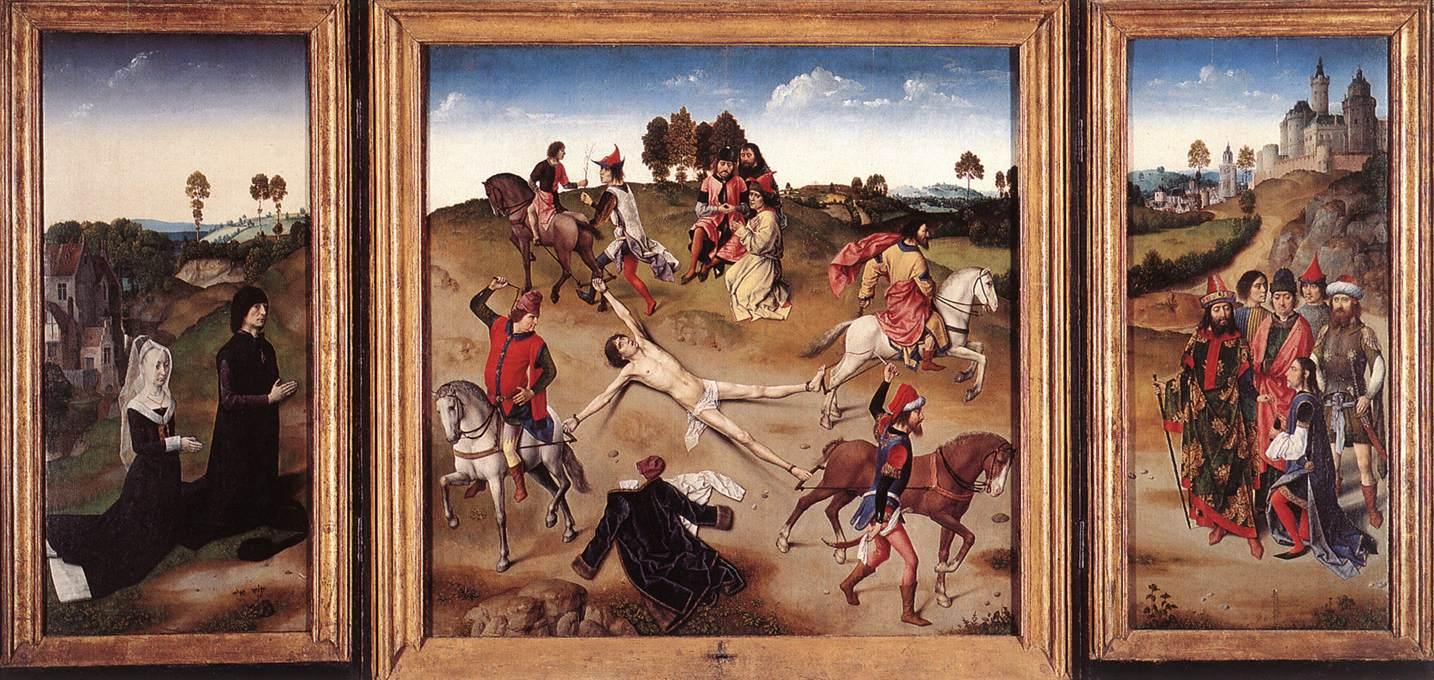
Vue du triptyque ouvert.

Le panneau central du triptyque ouvert (90,5 x 90,5 cm) représente l'écartèlement de saint Hippolyte. Selon la Légende dorée, Hippolyte a été condamné par l'empereur Dèce et exécuté sur ordre de Valérien en dehors de la porte tiburtine pour avoir donné une sépulture chrétienne à saint Laurent.
La perspective du panneau central est très approximative en raison d'angles de vue divergents : le martyr, ainsi que les vêtements dont il a été dépouillé, sont vus du dessus, tandis que les chevaux et les bourreaux sont représentés en vue horizontale comme les personnages des volets latéraux, malgré leur disposition en cercle autour du martyr, dont le nombril porte la trace de la pointe du compas utilisé par l'artiste pour tracer sa composition. Un paysage de collines verdoyantes établit une continuité entre les trois panneaux malgré l'absence d'échelle commune aux personnages du premier plan. Au fond du panneau central, trois personnages sont assis dans l'herbe : celui de gauche semble donner le signal de l'écartèlement en effectuant un geste des deux mains, tandis que celui de droite semble très affecté par le sort du supplicié.
Sur le volet droit (39,5 x 90,5 cm), on voit un groupe d'hommes. Le personnage de gauche, coiffé d'un chapeau serti de pierres précieuses et tenant de la main droite un bâton évoquant celui des juges médiévaux, pourrait être Dèce. Il regarde de haut un homme respectueusement agenouillé à ses pieds. Celui-ci est-il Valérien recevant les ordres de l'empereur ou, au contraire, un homme intercédant en vain en faveur du condamné ? Dès lors, le personnage de droite, armé d'une épée, pourrait être Valérien. Le château visible en arrière-plan serait, selon Édouard Van Even, celui du Mont-César à Louvain.
Sur le volet gauche (39,5 x 90,5 cm), le commanditaire Hippolyte de Berthoz et son épouse Élisabeth sont représentés agenouillés, les mains jointes, en orants.

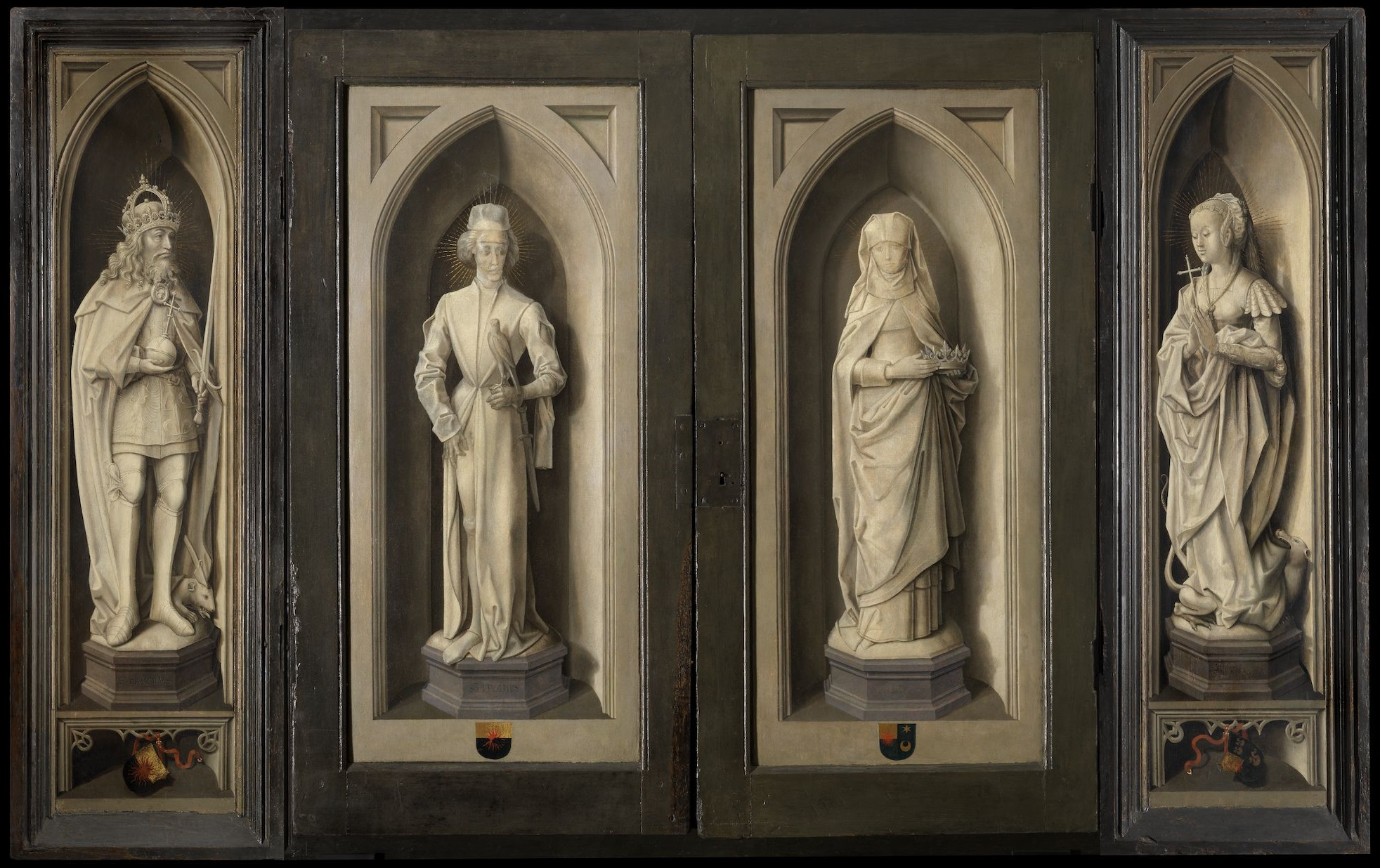
Vue du triptyque fermé et des panneaux latéraux rajoutés au début du XVIe siècle. De gauche à droite : Saints Charlemagne, Hippolyte, Élisabeth de Hongrie et Marguerite d'Antioche.

Quand le triptyque est fermé, on voit les saints patrons du couple de donateurs, peints en grisaille au revers des volets à la manière de statues en pierre placées au fond de niches ogivales sur des socles portant l'inscription de leur nom. Sur le volet gauche, en bas duquel ont été peintes les armes de Berthoz, on voit ainsi saint Hippolyte, nimbé d'une gloire dorée et vêtu élégamment, faucon au poing, tandis que le volet de droite, portant les armes composées du couple, présente sainte Élisabeth de Hongrie tenant une couronne. Ces faces sont moins bien conservées que le reste du triptyque et présentent des lacunes retouchées qui empêchent d'en identifier l'auteur avec certitude.
Le triptyque de Bruges est enfin flanqué de deux panneaux latéraux plus tardifs (vers 1503-1508), plus hauts et moins larges (107 x 25,5 cm), représentant Charlemagne et Marguerite d'Antioche, saints patrons du fils d'Hippolyte de Berthoz, Charles de Berthoz, et de son épouse.

## Historique

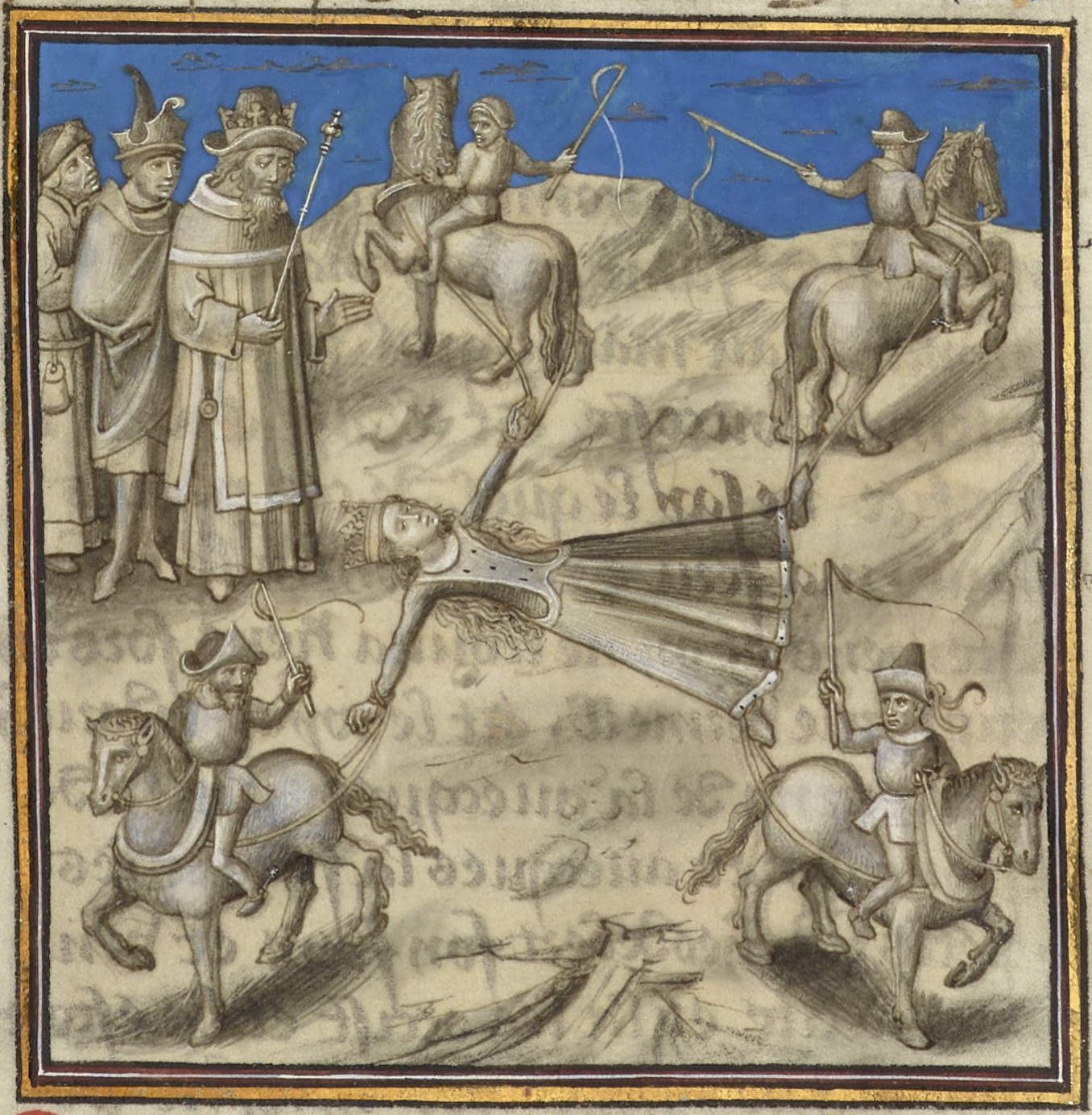
Willem Vrelant (ou entourage), Mort de Brunehilde, vers 1455 (BNF, Fr310, fol. 283v).

Originaire de Poligny (Jura), où saint Hippolyte est vénéré, mais installé depuis les années 1460 à Bruges, Hippolyte de Berthoz (v.1438-1503) est un administrateur des finances du duc de Bourgogne Charles le Téméraire. Entre 1470 et 1475, il passe commande du triptyque à un peintre que les historiens de l'art s'accordent à identifier au maître louvaniste Dirk Bouts. Cet artiste s'est peut-être inspiré de l'écartèlement de Brunehilde représenté sur l'une des enluminures d'un exemplaire du Miroir historial appartenant alors au Brugeois Louis de Gruuthuse, qui en avait commandé la réalisation vers 1455 à Willem Vrelant.
Après la mort de Bouts, survenue en 1475, d'autres artistes sont chargés d'achever le triptyque. Le plus fameux d'entre eux est Hugo van der Goes, à qui l'on attribue la réalisation du couple de donateurs du volet gauche, où le maître gantois a apporté beaucoup de modifications au projet initial, comme le prouve l'étude du dessin sous-jacent. Le triptyque semble avoir été achevé et livré en 1479, si l'on en croit une inscription autrefois visible sur le cadre original. Cette d'ailleurs à cette date que Van der Goes s'est rendu à Louvain pour y expertiser des œuvres inachevées de Bouts.
Une dizaine d'années après l'achèvement du triptyque, un artiste anonyme, peut-être le « Maître au feuillage en broderie » ou le « Maître de la Jeunesse de saint Rombaut (d) », s'en sert comme modèle afin de réaliser une œuvre analogue (Musée des beaux-arts de Boston, inv. 63.660) à la demande du même commanditaire.
Après la mort d'Hippolyte de Berthoz, survenue en 1503, son fils Charles augmente le triptyque de deux panneaux latéraux puis en fait don à la corporation des mesureurs et porteurs de chaux, qui entretient une chapelle et un autel dédié à saint Adrien dans l'église paroissiale des Berthoz, l'église Saint-Sauveur.
En 1804, le polyptyque est acheté par l'église. Au début du XXIe siècle, il est placé dans le nouveau musée du trésor de la cathédrale.

## Attribution
Considéré entre la fin du XVIIe siècle et le milieu du XIXe siècle comme l’œuvre du grand maître brugeois Hans Memling, le triptyque est attribué à Bouts par William Henry James Weale (en) en 1862 ainsi que par Waagen l'année suivante. Cette attribution est retenue lors de l'exposition Les Primitifs flamands à Bruges en 1902. À la même occasion, Hulin de Loo est le premier à voir la main de Van der Goes dans la réalisation du volet des donateurs.
L'attribution à Bouts, aujourd'hui généralement admise au même titre que l'intervention de Van der Goes, a été mise en doute au début du XXe siècle par plusieurs historiens de l'art, qui y voyaient davantage l’œuvre d'un disciple ou d'un suiveur du maître louvaniste. Cet épigone de Bouts aurait pu être le « Maître de l'Arrestation du Christ (d) » selon Wolfgang Schöne (d) ou le « Maître de la Perle du Brabant » selon d'autres auteurs tels que Paul Heiland (d), Karl Voll (en) et Hippolyte Fierens-Gevaert. Or, le triptyque de la Perle du Brabant (vers 1465, Munich, Alte Pinakothek) est aujourd'hui considéré comme une œuvre du maître de Louvain.
Plus récemment, l'intervention d'un troisième peintre a été décelée, notamment sur certaines parties d'exécution plus faible du panneau central et du volet droit. Il s'agirait du brabançon Aert van den Bossche selon Griet Steyaert ou du « Maître de l'Arrestation du Christ » selon Catheline Périer-D'Ieteren, qui voit dans cet intervenant anonyme un proche collaborateur de Bouts.